# Hindrich Crumbein
Hindrich Crumbein, född i Lübeck, död 1680 i Falun, var 1645–1655 kantor i Norrköping och från 1656 i Falu Kristine kyrka fram till sin död. Orgelverket i Falun blev inte klart 1658 och han var därför huvudsakligen fram till dess verksam som stadsmusikant och musiklärare vid Falu Trivialskola.

## Biografi
Hindrich Crumbein blev 10 oktober 1645 organist i Sankt Olofs församling i Norrköping. Där var han även gästgivare. 1655 blev han musiklärare i gymnasiet i Linköping. Den 15 april 1656 blev han organist i Falu Kristine kyrka som 1665 bildade egen församling under namnet Kristine församling, Falun. Där blev han också privilegierad spelman i staden. Under tiden där var han under delar av tiden trivialskolans rector cantus.
Han var även organist i Avesta församling år 1666.